# Cygnus NG-16
Cygnus NG-16 (pierwotna nazwa Cygnus CRS OA-16E) –  misja statku transportowego Cygnus, prowadzona przez prywatną firmę Orbital ATK na zlecenie amerykańskiej agencji kosmicznej NASA w ramach programu Commercial Resupply Services w celu zaopatrzenia Międzynarodowej Stacji Kosmicznej. Statek dostarczył około 3700 kg ładunku.